# Rosenkrantztårnet
Rosenkrantztårnet er et tårn i Bergen, Norge. Det er en del af fæstningsanlægget Bergenhus.
Tårnet er opkaldt efter Erik Ottesen Rosenkrantz, som var lensherre på Bergenhus i årene 1559-68. Han foranledigede omfattende byggearbejder på tårnet. 
Tårnets historie er imidlertid ældre, idet to ældre anlæg er indbygget i tårnet. Det ældste er kong Magnus Lagabøters kastel, som er en mindre fæstning fra omkring 1270. Det andet anlæg er Jørgen Hanssøns værk fra omkring 1520. Dette har ført til, at tårnet har forskudte etager. Med sin strategiske placering i sydfløjen har tårnet været en hjørnesten i borgsystemet på Bergenhus.